# Ex convento di San Gottardo
Il convento e la chiesa di San Gottardo si trovava su via Sudorno in prossimità di porta Sant'Alessandro e raggiungibile dalla gradinata omonima, fondato nel 1337 e soppresso con l'occupazione napoleonica della fine del XVIII secolo.

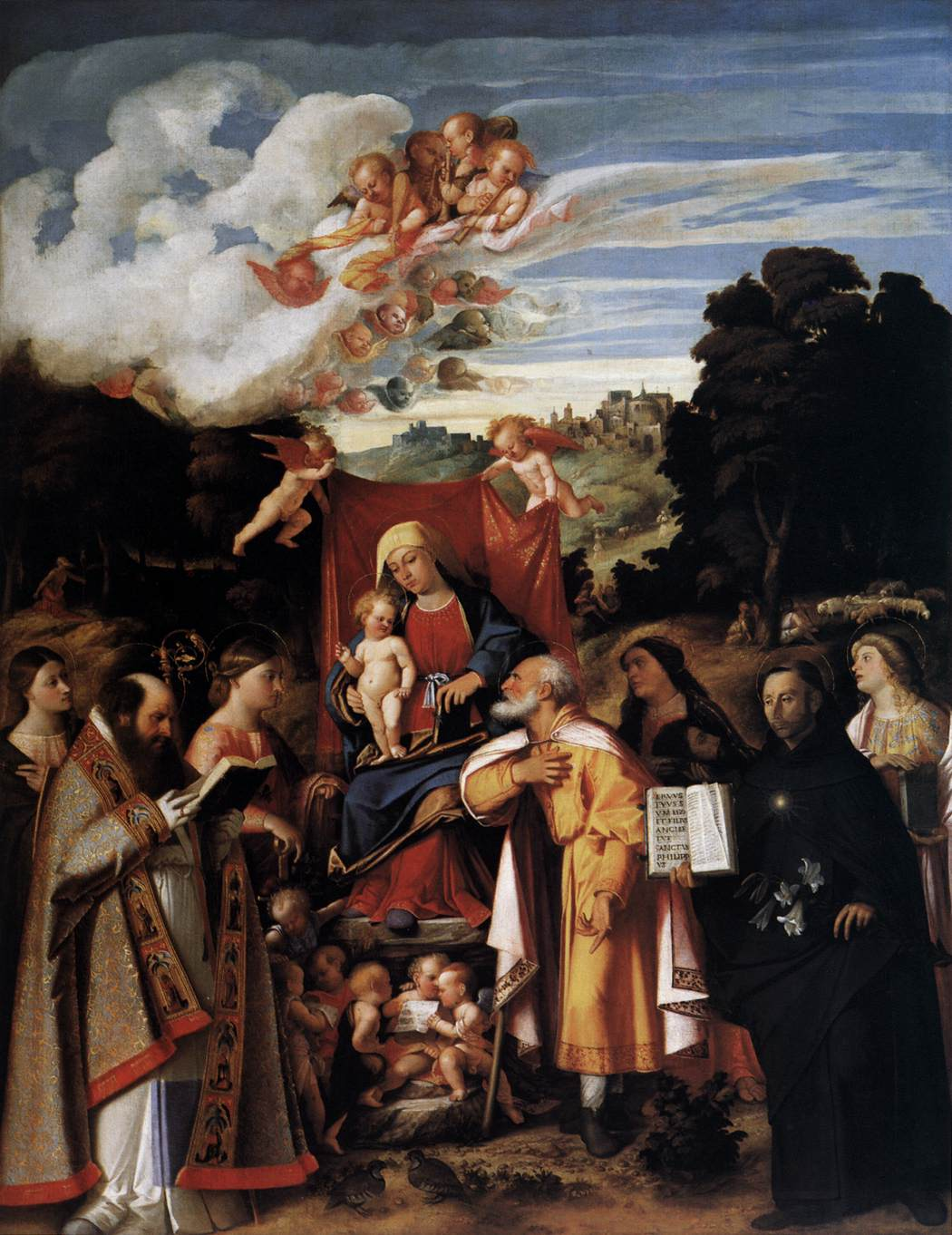
Pala di San Gottardo di Giovanni Cariani

## Storia
(Bergomun anno 1964 - Gianni Baracchetti)
La chiesa intitolata a san Gottardo è citata nel lascito testamentario del 5 dicembre 1319 del cardinale Guglielmo Longhi sotto il nome di casa della Colombina con la presenza dei padri Gesuati della Colombino, l'atto indica anche l'obbligo da parte dei frati della Colombina di versare ogni anno la domenica delle Palme una libra di cera. La prima pietra della chiesa fu posta da Giovanni da Assonica canonico generale di quella che era l'antica chiesa di San Vincenzo, e primo priore fu Ambroxius di Bernadegio nel 1336 con autorizzazione del vescovo Cipriano degli Alessandri.
Un ulteriore documento che ne conferma la presenza nel XIV secolo con la descrizione che ne fece Donato Calvi nel suo “Effemeride sacra profana di quanto di memorabile sia successo in Bergamo” del 1676, riguarda la cerimonia di consacrazione dell'edificio di culto terminato nel 1371 grazie alle donazioni di un certo Pietro Bergonzi e consacrato il 10 maggio 1374 dal vescovo Lanfranco de Saliverti.
(Giuseppe Ronchetti-Memorie Istoriche)
L'informazione viene confermata dallo storico Giuseppe Ronchetti che nel suo Memorie Istoriche riporta:
(Giuseppe Ronchetti)
I frati presenti nel Quattrocento erano dell'ordine dei francescani minori.
Il 4 luglio 1449 il consiglio cittadino chiese che Bergamo avesse un convento che ospitasse i nuovi monaci dell'ordine dei servi di Maria Santissima che era nato a Brescia nel 1433 e il 5 maggio 1450 il convento fu ceduto ai padri Serviti di Brescia, con obbligo di fare assistenza ai carcerati.
Il nuovo priore con l'aiuto della comunità cittadina, intraprese un lavoro di ampliamento e miglioria di tutti i locali che proseguì fino al 1520. L'importanza della presenza dell'ordine a livello territoriale è documentata dalle frequenti incontri del capitolo, documentato quello del 1509 con la presenza di 50 rappresentanti di altrettanti conventi. Ma il Cinquecento vide il territorio di Bergamo occupato dai Lanzichenecchi. Si consideri che furono in numero di diecimila sotto il comando del Enrico V di Brunswick-Lüneburg, che dovevano essere fermati a Bergamo dal conte di Caiazzo nominato dalla repubblica di Venezia, ma anche i soldati mercenari del conte fecero ruberie creando grave distruzione sul territorio. Nell'ottobre 1529 la parte colpita dall'esercito mercenario riguardò la località di borgo Canale con la chiesa di Santa Grata inter Vites, il suo convento, e la chiesa e il convento di San Gottardo, e gravi furono le conseguenze.
(9 novembre 1529-Donato Calvi)
La chiesa fu prestamente ricostruita e risulta che fosse ultimata già nel 1583. Dal documento redatto da Giovanni da Lezze risulta che vi erano ben 14 padri presenti nel monastero, e che ognuno di loro recitavano una messa quotidianamente. Divenne sede dei capitoli dell'ordine con l'attiva partecipazione con ottavari e preghiere alla consacrazione del fondatore dell'ordine san Filippo Benizi da papa Clemente X.
La storia del convento continuò a essere importante fino al 1797 quando il commissario della Repubblica Cisalpina, ordinò l'inventario di tutti i beni che vi erano custoditi. Questo fu redatto il 7 ottobre 1797, e risultò essere ricco e subito confiscato, compreso il mobilio, le pale d'altare e gli arredi sacri, nonché i fondi, come testimoniato da don Battista Locatelli Zuccala che indicò la confisca con la data del novembre del 1798 compreso gli altri monasteri presenti in Borgo Canale: convento delle Clarisse di Santa Chiara, di Santa Orsola, delle Carmelitane, di Santa Grata.
(Rrelazione di don Battista Locatelli Zuccala)
Particolare attenzione fu fatta per il dipinto del Cariani che si ritiene fosse molto ammirato dal pittore milanese Francesco Zuccarelli poteva visionare nella pinacoteca di Brera dove è conservato. La pinacoteca indicherebbe anche la presenza di un secondo dipinto tra quelli sequestrati nella chiesa di San Gottardo di Bergamo, dipinto che però non è mai stato individuato.

## Descrizione

### Chiesa antica
Dell'antica chiesa poi distrutta, si ha una precisa descrizione riportata nella rivista Bergomun del 1964: l'aula era divisa in tre navate con otto altari e numerose opere d'arte. Il primo altare ospitava la tela di Francesco Zucco Beata Vergine sulle nubi e san Filippo Benizzi del 1607 e gli angeli posti lateralmente erano lavoro di Salvatore Bianchi da Velate. Del medesimo artista erano le pitture conservate nel quarto altare raffigurante San Pellegrino Laziosi e nel sesto Santa Giuliana Falconieri. Il terzo altare ospitava la grande opera di Giovanni Cariani Madonna in trono con Bambino e santi realizzata intorno al 1517. Il quarto altare era stato decorato con i sette padri fondatori dell'ordine da Giuseppe Antonio Orelli. Di Francesco Capella era il dipinto presente nel settimo altare raffigurante il beato Tommaso dal Fico. La zona presbiteriale era stata affrescata da Triolo Lupi, mentre le ante che chiudevano l'organo erano state affrescate dallo Zucco. Di Gian Paolo Cavagna vi erano due affreschi raffiguranti la Natività con i Re Magi e i santi Francesco e Filippo.
Nulla rimane della chiesa se non tracce sul fronte principale dell'edificio edificato di un'arcata e un'apertura rettangolare con contorno in pietra e il contorno del portale con cordatura del contorno cinquecentesco. 

### Chiostro
La sola cosa che rimane della chiesa e del convento è il chiostro a pianta quadrata, di cui il quarto lato a nord confina con colle San Vigilio. Questo fu costruito nel Quattrocento e misura 13,50x13,50 m., ee è il solo esempio della città di Bergamo che presenta anche nella loggia superiore arcate con ornamenti in cotto, questo indica la creazione da parte di un architetto probabilmente milanese, o pavese avendo assonanze con il picolo chiostro della Certosa di Pavia a opera del cremonese Rinaldo De Stauris.